# Chamanahalli, Heggadadevankote
Chamanahalli là một làng thuộc tehsil Heggadadevankote, huyện Mysore, bang Karnataka, Ấn Độ.